# KTS Tarnobrzeg 2013/2014
Sezon 2013/14 KTS Tarnobrzeg
Sezon 2013/14 KTS Tarnobrzeg rozpoczął pod nazwą KTS Zamek Tarnobrzeg. W dniu 11 października została podpisana umowa sponsorska z firmą SPAR Polska w wyniku czego zespół zmienił nazwę na KTS Zamek – SPAR Tarnobrzeg.
Klub uczestniczył w rozgrywkach polskiej Ekstraklasy zdobywając tytuł Drużynowego Mistrza Polski oraz w rozgrywkach European Champions League Woman (Liga Mistrzyń ETTU), w których dotarł do półfinału.

## Kadra zespołu
| KTS Zamek Tarnobrzeg      | KTS Zamek Tarnobrzeg | KTS Zamek Tarnobrzeg |
| Nazwisko i imię           | Narodowość           | Data urodzenia       |
| ------------------------- | -------------------- | -------------------- |
| Stefańska Kinga (kapitan) | Polska               | 22 stycznia 1980     |
| Li Qian                   | /                    | 30 lipca 1986        |
| Štrbíková Renata          | Czechy               | 6 sierpnia 1979      |
| Pesoćka Marharyta         | Ukraina              | 9 sierpnia 1991      |
| Han Ying                  | /                    | 29 kwietnia 1983     |
| Jia Jun                   |                      | 17 czerwca 1986      |
| Załomska Roksana          | Polska               | 29 kwietnia 1991     |
| Wang Yixiao               |                      | 16 stycznia 1995     |
| Kantorowicz Malwina       | Polska               | 9 lutego 1998        |

Trenerzy: Zbigniew Nęcek (od 1 czerwca 1987 roku), Tamara Czigwincewa (trener juniorów), Marharyta Pesoćka (kierownik drużyny i trener Marharyty Pesoćkej).

## Ekstraklasa

### Runda zasadnicza
| 1  | 11 września 2013     | AZS PWSiP Łomża – KTS Zamek Tarnobrzeg                       | 0:3 |
| 2  | 14 września 2013     | KTS Zamek Tarnobrzeg – KS Bronowianka Kraków                 | 3:0 |
| 3  | 21 września 2013     | KTS Optima Lublin – KTS Zamek Tarnobrzeg                     | 0:3 |
| 4  | 23 października 2013 | KTS Zamek-SPAR Tarnobrzeg – SKTS Sochaczew                   | 3:0 |
| 5  | 30 października 2013 | MKSTS DWSPiT Polkowice – KTS Zamek-SPAR Tarnobrzeg           | 1:3 |
| 6  | 21 listopada 2013    | KTS Zamek-SPAR Tarnobrzeg – Polmlek Zamer Lidzbark Warmiński | 3:0 |
| 7  | 23 listopada 2013    | KTS Zamek-SPAR Tarnobrzeg – GLKS WANZL Scania Nadarzyn       | 3:1 |
| 8  | 29 listopada 2013    | AZS AJD Częstochowa – KTS Zamek-SPAR Tarnobrzeg              | 0:3 |
| 9  | 14 grudnia 2013      | KTS Zamek-SPAR Tarnobrzeg – KU AZS UE Wrocław                | 3:1 |
| 10 | 22 stycznia 2014     | KTS Zamek-SPAR Tarnobrzeg – KTS Optima Lublin                | 3:0 |
| 11 | 13 lutego 2014       | Polmlek Zamer Lidzbark Warmiński – KTS Zamek-SPAR Tarnobrzeg | 0:3 |
| 12 | 8 lutego 2014        | KTS Zamek-SPAR Tarnobrzeg – AZS PWSiP Łomża                  | 3:1 |
| 13 | 15 lutego 2014       | KTS Zamek-SPAR Tarnobrzeg – AZS AJD Częstochowa              | 3:0 |
| 14 | 12 marca 2014        | SKTS Sochaczew – KTS Zamek-SPAR Tarnobrzeg                   | 0:3 |
| 15 | 15 marca 2014        | KU AZS UE Wrocław – KTS Zamek-SPAR Tarnobrzeg                | 1:3 |
| 16 | 22 marca 2014        | KTS Zamek-SPAR Tarnobrzeg – MKSTS DWSPiT Polkowice           | 3:1 |
| 17 | 19 marca 2014        | KS Bronowianka Kraków – KTS Zamek-SPAR Tarnobrzeg            | 0:3 |
| 18 | 5 kwietnia 2014      | GLKS WANZL Scania Nadarzyn – KTS Zamek-SPAR Tarnobrzeg       | 1:3 |

| KTS Tarnobrzeg w tabeli Ekstraklasy kobiet w sezonie 2013/14 | KTS Tarnobrzeg w tabeli Ekstraklasy kobiet w sezonie 2013/14 | KTS Tarnobrzeg w tabeli Ekstraklasy kobiet w sezonie 2013/14 | KTS Tarnobrzeg w tabeli Ekstraklasy kobiet w sezonie 2013/14 | KTS Tarnobrzeg w tabeli Ekstraklasy kobiet w sezonie 2013/14 | KTS Tarnobrzeg w tabeli Ekstraklasy kobiet w sezonie 2013/14 | KTS Tarnobrzeg w tabeli Ekstraklasy kobiet w sezonie 2013/14 |
| Lokata                                                       | Drużyna                                                      | Mecze                                                        | Punkty                                                       | Zwycięstwa                                                   | Porażki                                                      | Bilans setów                                                 |
| ------------------------------------------------------------ | ------------------------------------------------------------ | ------------------------------------------------------------ | ------------------------------------------------------------ | ------------------------------------------------------------ | ------------------------------------------------------------ | ------------------------------------------------------------ |
| 1                                                            | KTS Zamek-SPAR Tarnobrzeg                                    | 18                                                           | 36                                                           | 18                                                           | 0                                                            | 54:7                                                         |
| 2                                                            | GLKS WANZL Scania Nadarzyn                                   | 18                                                           | 32                                                           | 16                                                           | 2                                                            | 50:12                                                        |
| 3                                                            | KS Bronowianka Kraków                                        | 18                                                           | 24                                                           | 11                                                           | 7                                                            | 39:33                                                        |
| 4                                                            | MKSTS DWSPiT Polkowice                                       | 18                                                           | 22                                                           | 11                                                           | 7                                                            | 42:35                                                        |

### Faza play-off
W rundzie play-off występują cztery drużyny. Zespół, który wywalczył pierwsze miejsce w tabeli rozgrywek rundy zasadniczej walczy z czwartą drużyną z tabeli, natomiast druga drużyna ze zdobywcą trzeciego miejsca. Drużyny, które odniosą dwa zwycięstwa awansują do finału.
|  |          |                             |          |                            |          |   |   |                             |       |       |       |       |
|  | Półfinał | Półfinał                    | Półfinał | Półfinał                   | Półfinał |   |   | Finał                       | Finał | Finał | Finał | Finał |
|  | Półfinał | Półfinał                    | Półfinał | Półfinał                   | Półfinał |   |   | Finał                       | Finał | Finał | Finał | Finał |
|  |          |                             |          |                            |          |   |   |                             |       |       |       |       |
|  |          |                             |          |                            |          |   |   |                             |       |       |       |       |
|  | 1        | KTS Zamek – SPAR Tarnobrzeg | 3        | 3                          |          |   |   |                             |       |       |       |       |
|  | 1        | KTS Zamek – SPAR Tarnobrzeg | 3        | 3                          |          |   |   |                             |       |       |       |       |
|  | 4        | MKSTS DWSPiT Polkowice      | 1        | 0                          |          |   |   |                             |       |       |       |       |
|  | 4        | MKSTS DWSPiT Polkowice      | 1        | 0                          |          |   | 1 | KTS Zamek – SPAR Tarnobrzeg | 3     | 3     |       |       |
|  |          |                             |          |                            |          |   | 1 | KTS Zamek – SPAR Tarnobrzeg | 3     | 3     |       |       |
|  |          |                             | 2        | GLKS WANZL Scania Nadarzyn | 0        | 1 |   |                             |       |       |       |       |
|  | 2        | GLKS WANZL Scania Nadarzyn  | 2        | GLKS WANZL Scania Nadarzyn | 0        | 1 | 3 | 3                           |       |       |       |       |
|  | 2        | GLKS WANZL Scania Nadarzyn  |          |                            |          |   |   |                             |       |       |       |       |
|  | 3        | KS Bronowianka Kraków       | 1        | 1                          |          |   |   |                             |       |       |       |       |
|  | 3        | KS Bronowianka Kraków       | 1        | 1                          |          |   |   |                             |       |       |       |       |
|  |          |                             |          |                            |          |   |   |                             |       |       |       |       |

## Liga Mistrzyń
W rozgrywkach European Champions League Woman występuje 8 drużyn podzielonych w wyniku losowania na dwie grupy. Do półfinału awansują dwa najlepsze zespoły z każdej grupy. Trzecie miejsce w tabeli jest premiowane awansem do ćwierćfinału Pucharu ETTU.
19 lipca 2013 roku podczas rozgrywanych w Ostrawie Mistrzostw Europy Kadetów i Juniorów odbyło się losowanie w wyniku którego drużyny występujące w Lidze Mistrzyń zostały podzielone na dwie grupy:
Grupa A

 SVS Ströck Schwechat

 TTC Berlin Eastside

 Fenerbahçe Spor Kulübü Istanbul

 Metz TT
Grupa B

 Linz AG Froschberg

 KTS Zamek Tarnobrzeg

 Tyumen

 Budaörsi SC 2i Sport Club Budapest
20 grudnia 2013 roku zakończono rozgrywki fazy grupowej. Awans do półfinału European Champions League Woman wywalczyły zespoły: Fenerbahçe Spor Kulübü Istanbul, TTC Berlin Eastside, Linz AG Froschberg oraz KTS Zamek – SPAR Tarnobrzeg.
W półfinale KTS Tarnobrzeg zmierzył się z faworytem rozgrywek, tureckim Fenerbahçe Spor Kulübü Istanbul, z którym w sezonie 2012/13 przegrał w finale rozgrywek Pucharu ETTU.
W pierwszym meczu tarnobrzeżanki we własnej hali zostały pokonane 2:3. 26 stycznia 2014 roku w meczu rewanżowym rozgrywanym w Turcji, drużyna Zbigniewa Nęcka wygrała 3:2 z wyżej notowanym rywalem sprawiając tym samym sporą sensację. W dwumeczu awans do finału European Champions League Woman wywalczyło jednak Fenerbahçe mając lepszy bilans setów (22:17).
| 1 | 6 września 2013      | KTS Zamek Tarnobrzeg – Budaörsi SC 2i Sport Club Budapest | 3:0 |
| 2 | 18 października 2013 | KTS Zamek Tarnobrzeg – Linz AG Froschberg                 | 1:3 |
| 3 | 27 października 2013 | Tyumen – KTS Zamek Tarnobrzeg                             | 0:3 |
| 4 | 3 listopada 2013     | Budaörsi SC 2i Sport Club Budapest – KTS Zamek Tarnobrzeg | 1:3 |
| 5 | 7 grudnia 2013       | Linz AG Froschberg – KTS Zamek Tarnobrzeg                 | 3:2 |
| 6 | 20 grudnia 2013      | KTS Zamek Tarnobrzeg – Tyumen                             | 3:1 |

| Tabela grupy B w rozgrywkach Ligi Mistrzyń ETTU | Tabela grupy B w rozgrywkach Ligi Mistrzyń ETTU | Tabela grupy B w rozgrywkach Ligi Mistrzyń ETTU | Tabela grupy B w rozgrywkach Ligi Mistrzyń ETTU | Tabela grupy B w rozgrywkach Ligi Mistrzyń ETTU | Tabela grupy B w rozgrywkach Ligi Mistrzyń ETTU |
| Lokata                                          | Drużyna                                         | Punkty                                          | Zwycięstwa                                      | Porażki                                         | Bilans setów                                    |
| ----------------------------------------------- | ----------------------------------------------- | ----------------------------------------------- | ----------------------------------------------- | ----------------------------------------------- | ----------------------------------------------- |
| 1                                               | Linz AG Froschberg                              | 12                                              | 6                                               | 0                                               | 18:4                                            |
| 2                                               | KTS Zamek-SPAR Tarnobrzeg                       | 10                                              | 4                                               | 2                                               | 15:8                                            |
| 3                                               | Tyumen                                          | 8                                               | 2                                               | 4                                               | 7:14                                            |
| 4                                               | Budaörsi SC 2i Sport Club Budapest              | 6                                               | 0                                               | 6                                               | 4:18                                            |

| Półfinałfinał rozgrywek Ligi Mistrzyń | Półfinałfinał rozgrywek Ligi Mistrzyń                                                                | Półfinałfinał rozgrywek Ligi Mistrzyń | Półfinałfinał rozgrywek Ligi Mistrzyń                                 |
| Data                                  | Drużyny                                                                                              | Wynik                                 | Uwagi                                                                 |
| ------------------------------------- | --- | ------------------------------------- | --------------------------------------------------------------------- |
| 17 stycznia 2013                      | KTS Zamek-SPAR Tarnobrzeg – Fenerbahçe Spor Kulübü Istanbul TTC Berlin Eastside – Linz AG Froschberg | 2:3 3:1                               |                                                                       |
| 26 stycznia 2013                      | Fenerbahçe Spor Kulübü Istanbul – KTS Zamek-SPAR Tarnobrzeg Linz AG Froschberg – TTC Berlin Eastside | 2-3 2-3                               | Awans do finału Fenerbahçe (lepszy bilans) Awans do finału TTC Berlin |